# Floris De Tier
Floris De Tier (Gavere, 20 gennaio 1992) è un ciclista su strada belga che corre per il team Wagner Bazin WB. È professionista dal 2015.

## Palmarès

### Strada

#### Altri successi
- 2013 (EFC-Omega Pharma-Quick-Step)

Classifica generale Tour de la Province de Namur
- 2014 (EFC-Omega Pharma-Quick-Step)

Kwenenbos
- 2020 (Alpecin-Fenix)

Classifica scalatori Vuelta a Andalucía

### Ciclocross
- 2009-2010

De Pinte
Pereboom (Moerbeke)
Zingem
Ereprijs Albert Van Damme (Laarne)
Drongen (Baarle)
Assenede
- 2011-2012

National Trophy Series: (Southampton)
- 2012-2013

National Trophy Series: (South Shields)

## Piazzamenti

### Grandi Giri
- Vuelta a España

2017: 62º
2018: 41º
2021: 48º
2022: non partito (10ª tappa)

### Classiche monumento
- Giro delle Fiandre

2023: 85º
2024: ritirato
2025: 86º
- Liegi-Bastogne-Liegi

2015: ritirato
2016: 40º
2017: 42º
2018: ritirato
2022: 60º
2025: 60º
- Giro di Lombardia

2017: 48º
2018: 65º
2020: 76º
2021: ritirato

### Competizioni mondiali
- Campionati del mondo

Ponferrada 2014 - In linea Under-23: 39°

### Competizioni europee
- Campionati europei su strada

Nyon 2014 - In linea Under-23: 21°
- Campionati europei di ciclocross

Hoogstraten 2009 - Juniores: 33°